# John Postans
John Musgrove Postans (* 14. September 1869 in Shelley; † 9. Januar 1958 in Walton-on-the-Naze) war ein britischer Sportschütze.

## Erfolge
John Postans nahm an den Olympischen Spielen 1908 in London im Trap teil. Im Mannschaftswettbewerb belegte er mit der ersten britischen Mannschaft vor Kanada und der zweiten britischen Mannschaft den ersten Platz. Mit insgesamt 407 Punkten und damit zwei Punkten Vorsprung vor den Kanadiern hatten sich die Briten, deren Team neben Postans noch aus James Pike, Charles Palmer, Frank Moore, Alexander Maunder und Peter Easte bestand, die Goldmedaille gesichert. Postans war mit 61 Punkten der viertbeste Schütze der Mannschaft. In der Einzelkonkurrenz lag er nach der ersten Runde mit 23 Punkte auf dem geteilten ersten Platz, als die Kanadier Protest gegen die Wertung des Durchgangs einlegten. Sie durften mit einem Teilnehmer die erste Runde erneut durchführen und die Wahl fiel auf Walter Ewing, der den Wettbewerb gewinnen sollte und nach erneutem Schießen die erste Runde mit 27 Punkten beendete. Postans trat aus Protest gegen diese Entscheidung nicht mehr zu den nachfolgenden Runden an.